# أندريه لوكيتش
أندريه لوكيتش (بالكرواتية: Andrej Lukić)‏ هو لاعب كرة قدم كرواتي في مركز الدفاع، ولد في 2 أبريل 1994 في نوفا غراديسكا في كرواتيا. لعب مع سبورتينغ براغا.

## وصلات خارجية
- أندريه لوكيتش على موقع اتحاد كرواتيا (الكرواتية)
- أندريه لوكيتش على موقع قاعدة بيانات كرة القدم.إي يو (الإنجليزية)
- أندريه لوكيتش على موقع Soccerway.com (الإنجليزية)